# Heinrich Werner (Mediziner, 1874)
Heinrich Werner (* 14. Mai 1874 in Mühlhausen/Thüringen; † 29. Januar 1946 in Bad Frankenhausen) war ein deutscher Tropenmediziner und Sanitätsoffizier in der Schutztruppe und im Deutschen Heer, zuletzt im Dienstgrad Generaloberst.

## Karriere
Werner studierte Medizin von 1893 bis 1899 an der Kaiser-Wilhelm Akademie in Berlin.
Von 1900 bis 1902 war er Assistenzarzt, später dann Oberarzt der Schutztruppe für Deutsch-Ostafrika, wo er 1902 das Rückfallfieber nachweisen konnte.
1904 bis 1906 kam er nach Deutsch-Südwestafrika, wo er als Oberarzt bzw. Stabsarzt der Schutztruppe am Feldzug zur Niederschlagung des Herero-Aufstandes teilnahm.
Von 1906 bis 1913 wurde Werner zum Reichskolonialamt kommandiert und wirkte als Externassistent bzw. Abteilungsvorsteher an der klinischen Abteilung des Instituts für Schiffs- und Tropenkrankheiten in Hamburg. Dort wies er 1909 bei einem Fall aus Deutsch-Südwestafrika erstmals das Maltafieber nach.
Im Februar 1914 wurde er Oberstabsarzt der Schutztruppe und Medizinalreferent beim Gouvernement von Kamerun. In dieser Funktion nahm er nach Ausbruch des Ersten Weltkriegs an den Kämpfen in Neu-Kamerun teil. Als die militärische Lage in Kamerun aussichtslos wurde, trat die deutsche Schutztruppe in die neutrale Spanische Kolonie Rio Muni über und wurde zunächst dort interniert. Später überführte man die Europäer weiter nach Spanien. Als Arzt erhielt Werner später die Gelegenheit, in die Niederlande weiter zu reisen. Von dort gelangte er zurück nach Deutschland und schloss er sich erneut den deutschen Sanitätstruppen an.
Er diente dann als Korpsarzt und Hygieniker an verschiedenen Fronten des Ersten Weltkriegs, unter anderem in Belgien, an der Ostfront und in Rumänien.
Besondere Bekanntheit erlange Werner durch seine Beschreibung des Schützengrabenfiebers – eine wohl von Mensch zu Mensch durch die Kleider- (Pediculus humanus corporis) und Kopfläuse übertragene Krankheit, die während des Stellungskrieges an verschiedenen Fronten ausbrach. Nach ihm und dem Schweizer Internisten Wilhelm His, der die Krankheit ebenfalls erforschte, ist die Krankheit auch unter dem Namen „Werner–His Krankheit“ (engl. „Werner–His Disease“) benannt.
Nach dem Krieg ging Werner als Generaloberst in den Ruhestand, praktizierte aber weiter als Spezialist für Infektionskrankheiten in Berlin.
Während seiner Karriere veröffentlichte Werner eine Vielzahl von Schriften, vor allem über Infektions- und parasitäre Krankheiten, aber auch zu protozoologischen, anthropologischen, ethnologischen und sprachwissenschaftlichen Themen.

## Schriften (Auswahl)
- Anthropologische Beobachtungen über die Kung- und Heikumbuschleute und über deren Sprache, Zeitschrift für Ethnologie, 1906.
- Die Nieren beim Schwarzwasserfieber mit besonderer Berücksichtigung der Therapie der Anurie, Beiheft zum Archiv für Schiffs- und Tropenhygiene, 1908.
- Studien über pathogene Amöben, 1908.
- Das Ehrlich-Hata-Mittel 606 bei Malaria, Deutsche Medizinische Wochenschrift, 1910.
- Enteramoeba coli. Handbuch der pathogenen Protozooen, Band 1; Leipzig, 1912.
- Über eine besondere Erkrankung, die er als Fünftagefiber bezeichnet, Berliner Klinische Wochenschrift, 1916.
- Neuere Probleme der Malariaforschung, 1919.
- Febris quintana, Berlin und Wien, 1920.
- Malaria, in Friedrich Kraus (1858–1936) und Theodor Brugsch (1878–1963): Spezielle Pathologie und Therapie, Band 2 & 3, Urban & Schwarzenberg, Berlin, 1919–1929.
- Fünftagefieber; Handbuch der pathogenen Mikroorganismen, 3. Ausgabe, Band 8, Jena, Berlin und Wien, 1930;
- Ein Tropenarzt sah Afrika, als Nachlaß veröffentlicht mit einem Vorwort von Ernst Georg Nauck, Straßburg/Kehl, ca. 1950.

Außerdem veröffentlichte Werner eine größere Zahl tropenmedizinischer Einzelabhandlungen über Malariatherapie,
Pestbekämpfung, Lepra, Rückfallfieber, Maltafieber, Orientbeule, Elephantiasisoperationen u. a.